# Michèle Alayrangues
Michèle Alayrangues, po mężu Halter (ur. 15 maja 1947 w Belfort) – francuska lekkoatletka, sprinterka.
Zwyciężyła w sztafecie 4 × 100 metrów (w składzie: Anne-Marie Grosse, Françoise Masse, Alayrangues i Gabrielle Meyer) oraz zajęła 4. miejsce w biegu na 200 metrów na letniej uniwersjadzie w 1967 w Tokio. 
Zajęła 8. miejsce w finale sztafety 4 × 100 metrów na igrzyskach olimpijskich w 1968 w Meksyku. Odpadła w półfinale biegu na 200  metrów i zajęła 8. miejsce w sztafecie 4 × 100 metrów na letniej uniwersjadzie w 1970 w Turynie.
Zdobyła brązowy medal mistrzostw Francji w biegu na 200 metrów w 1968.
Trzykrotnie poprawiała rekord Francji w sztafecie 4 × 100 metrów do wyniku 44,2 s (19 października 1968 w Meksyku).